# Kepler-6b
Kepler-6b, que orbita l'estrella Kepler-6, és un dels primers cinc exoplanetes descoberts per la Missió Kepler, i té un període orbital d'uns 3 dies terrestres.